# 尼图伊河
尼图伊河（俄语：Река Нитуй）或新问川（日语：／）是萨哈林州的河流，源起波罗奈区芦苇山脉摩尔达维亚山，长83公里，流域面积535平方公里，在马卡罗夫区内注入捷尔佩尼耶湾，宽30米，深1.2米。